# Power Rangers: Lost Galaxy
Power Rangers Galáxia Perdida (ou Power Rangers Lost Galaxy, no original) é a sétima temporada de Power Rangers, baseada em Gingaman. Foram produzidos 45 episódios entre 6 de fevereiro e 18 de dezembro de 1999. A série volta a ser exibida em Agosto de 2012, desta vez no canal The CW pelo bloco Vortexx. Assim como o seu antecessor, o tema original de sua fonte Sentai (ou seja, a floresta) não foi utilizado. Esta é a primeira série de Power Rangers a ser distinta de uma continuação da série anterior, com seu próprio elenco novo e história. Seguindo a prática definitiva pela série de tokusatsu do gênero.
No Brasil, a série foi exibida pela extinta Fox Kids no ano 2000, e foi transmitido na Rede Globo, pelo programa Bambuluá em Janeiro de 2001, e em 2014 a série foi exibida na Rede Bandeirantes entre os dias 6 de Dezembro de 2014 a 9 de Maio de 2015 sendo substituída pela Temporada Seguinte.